# Episodi di Novine (seconda stagione)
La seconda stagione della serie televisiva croata Novine è andata in onda nel 2018. In Italia sulla piattaforma di Netflix dal 2019.
| N° | Titolo in italiano |
| -- | ------------------ |
| 1  | Episodio n° 1      |
| 2  | Episodio n° 2      |
| 3  | Episodio n° 3      |
| 4  | Episodio n° 4      |
| 5  | Episodio n° 5      |
| 6  | Episodio n° 6      |
| 7  | Episodio n° 7      |
| 8  | Episodio n° 8      |
| 9  | Episodio n° 9      |
| 10 | Episodio n° 10     |
| 11 | Episodio n° 11     |